# افسانه زمین تخت

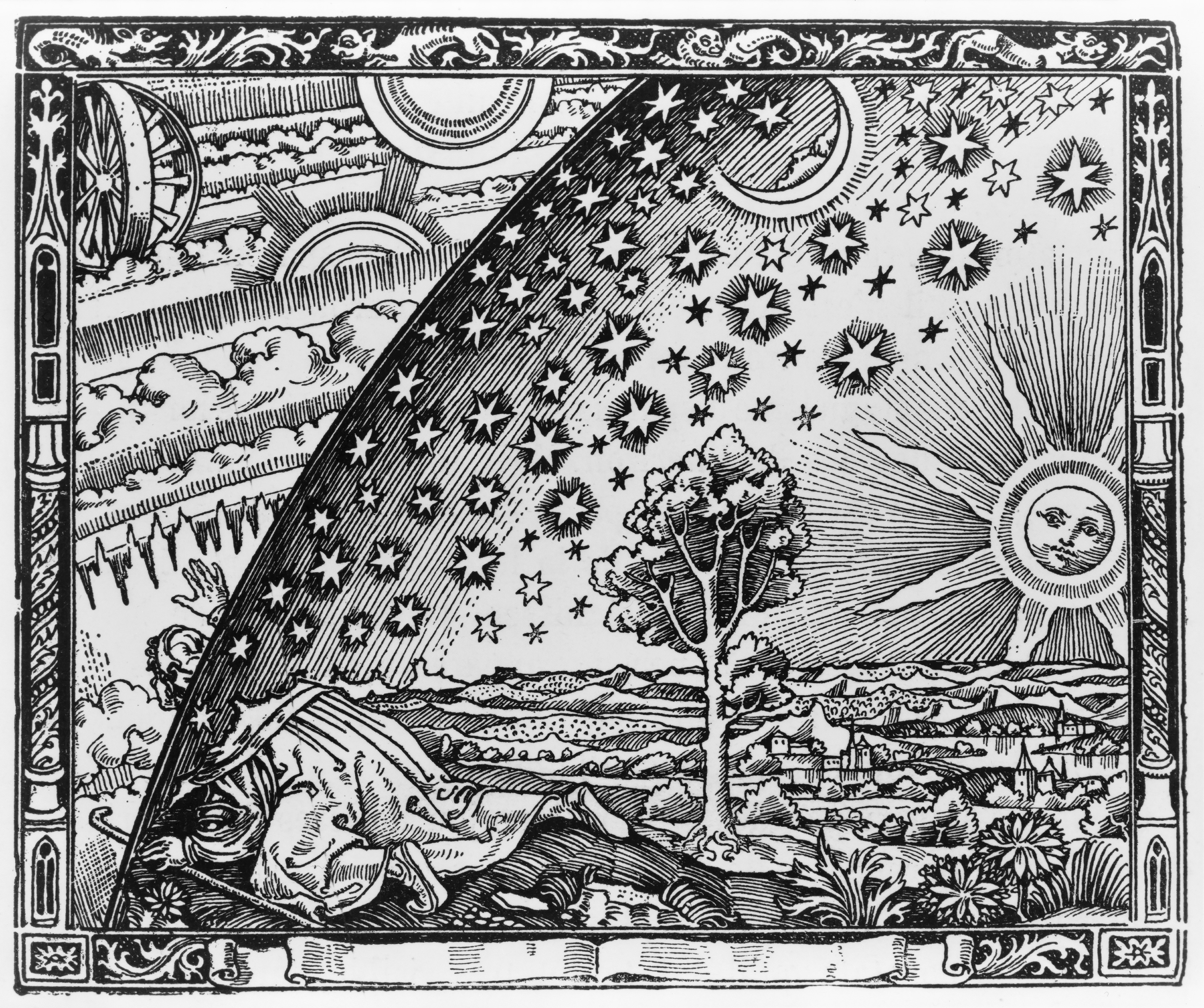
حکاکی معروف Flammarion «زمین تخت» از Flammarion's 1888 L'atmosphère: météorologie populaire (ص. ۱۶۳) سرچشمه می‌گیرد.

افسانه زمین تخت یا خطای زمین تخت، یک تصور غلط تاریخی مدرن است که دانشمندان و تحصیلکردگان اروپایی در سده‌های میانی باور داشتند که زمین تخت است.
نخستین مستندات واضح از ایدهٔ زمین کروی از یونانیان باستان (سده ۵ پیش از میلاد) آمده است. زمانی که اراتوستن دور زمین را در حدود ۲۴۰ پیش از میلاد مسیح محاسبه کرد، این باور در جهان یونان رایج بود. این دانش با نفوذ یونانی گسترش یافت به‌طوری که در سده‌های میانی آغازین (ح. ۶۰۰–۱۰۰۰ پس از میلاد)، بیشتر دانشمندان اروپایی و خاورمیانه از کروی بودن زمین حمایت کردند. باور به زمین تخت در میان تحصیل کرده‌های اروپایی از اواخر سده‌های میانی به بعد تقریباً وجود نداشت، اگرچه تصاویر خیالی در هنر ظاهر می‌شود، مانند پانل‌های بیرونی سه‌گانه معروف هیرونیموس بوش، باغ لذت‌های دنیوی، که در آن زمینی به شکل دیسک در داخل یک کره شفاف شناور نشان داده شده است.
به‌گفتهٔ استفان جی گولد، «هرگز دوره‌ای از تاریکی زمین تخت در میان محققان وجود نداشته است، صرف نظر از اینکه عموم مردم چگونه سیاره ما را در آن زمان و اکنون تصور می‌کردند. گردی زمین را به‌عنوان یک واقعیت ثابت کیهان‌شناسی پذیرفت.» تاریخدانان علم دیوید لیندبرگ و رونالد نومبرز اشاره می‌کنند که «به ندرت یک محقق مسیحی در سده‌های میانی وجود داشت که کروی بودن [زمین] را تصدیق نکرده باشد و حتی محیط تقریبی آن را بداند».
جفری برتون راسل، تاریخدان، می‌گوید که خطای زمین تخت میان سال‌های ۱۸۷۰ تا ۱۹۲۰ بیشتر شکوفا شد و به محیط ایدئولوژیک ایجاد شده توسط مبارزه‌هایی بر سر فرگشت بیولوژیکی مربوط می‌شد. راسل ادعا می‌کند که «به استثنای معدود استثنایی، هیچ فرد تحصیل‌کرده‌ای در تاریخ تمدن غرب از سده سوم پیش از میلاد به بعد باورمند نبود که زمین تخت است» و رواج افسانه زمین تخت را به تاریخ‌های جان ویلیام دریپر، اندرو دیکسون وایت و واشینگتن ایروینگ نسبت می‌دهد.

## تاریخچه
جفری راسل در کتاب اختراع زمین تخت: کلمب و مورخان مدرن، نظریه زمین تخت را به عنوان افسانه‌ای توصیف می‌کند که برای به چالش کشیدن تمدن پیشامدرن و آفرینش‌گرایی استفاده می‌شود.
جیمز هانام نوشت:
این افسانه که مردم در سده‌های میانی فکر می‌کردند زمین تخت است، به نظر می‌رسد که به سده هفدهم به عنوان بخشی از مبارزه‌های پروتستان‌ها علیه آموزه‌های کاتولیک مربوط می‌شود. اما در سده نوزدهم
به لطف تاریخچه‌های نادرستی مانند «تاریخ تعارض میان دین و علم» جان ویلیام دریپر (۱۸۷۴) و «تاریخ جنگ علم با الهیات در جهان مسیحیت» اثر اندرو دیکسون وایت (۱۸۹۶). آتئیست‌ها و آگنوستیک‌ها از تز تعارض برای اهداف خود دفاع می‌کردند، اما تحقیقات تاریخی به تدریج نشان داد که دریپر و وایت در تلاش‌های خود برای اثبات اینکه علم و دین در کشمکش ابدی محبوس شده‌اند، بیش از واقعیت فانتزی را تبلیغ کردند.

### دورهٔ مدرن اولیه
نمایشنامه نویس فرانسوی سیرانو دو برژراک در فصل ۵ از تاریخ کمیک ایالات و امپراتوری‌های ماه (که دو سال پس از مرگش در سال ۱۶۵۷ منتشر شد) به نقل از آگوستین کرگدن می‌گوید: «زمین در زمان و عصر او به اندازه یک درب اجاق گاز صاف بود. و اینکه مثل نصف یک پرتقال برش خورده روی آب شناور بود.» رابرت برتون در آناتومی مالیخولیا نوشت:
ویرژیل، زمانی اسقف سالزبورگ (همان‌طور که Aventinus anno 745 نقل می‌کند)، توسط سنت بونیفاس، اسقف ماینتس، بنابراین در سؤال، زیرا او پادپای‌هایی در دست داشت (که آنها شک می‌کردند که آیا مسیح برای آن مرده است) و به این ترتیب صندلی جهنم را از بین برد، یا آن را چنان منقبض کرد که نمی‌توانست هیچ تناسبی با بهشت داشته باشد، و با نظر آستین در تضاد بود. St. آگوستین]، ریحان، لاکتانتیوس، که زمین را به عنوان یک سنگر (که خوزه د آکوستا و تجربه رایج بیشتر آن را رد می‌کند) به دور زمین نگه داشت، اما نه به‌عنوان یک توپ.
بنابراین، شواهدی وجود دارد مبنی بر اینکه اتهامات زمین گرایی تخت، هرچند تا حدی عجیب و غریب است (برتون انحراف خود را با نقل قولی مشروع از آگوستین به پایان می‌رساند: «بهتر است در مورد چیزهای پنهان تردید کنیم، تا اینکه دربارهٔ ابهامات، جایی که سینه ابراهیم کجاست و آتش دوزخ»)، چندین سده پیش از نوزدهم برای بی‌اعتبار کردن مقامات مخالف استفاده می‌شد. یکی دیگر از اشاره‌های اولیه در ادبیات، کمدی لودویگ هولبرگ اراسموس مونتانوس (۱۷۲۳) است. اراسموس مونتانوس وقتی ادعا می‌کند که زمین گرد است، مخالفت‌های قابل توجهی پیدا می‌کند، زیرا همه دهقانان آن را صاف می‌دانند. او اجازه ندارد با نامزدش ازدواج کند تا زمانی که فریاد بزند «زمین صاف است مانند یک کلوچه». در کتاب توماس جفرسون ، یادداشت‌هایی دربارهٔ ایالت ویرجینیا (۱۷۸۴)، که به عنوان پاسخ به یک سری سؤالات (پرسش‌ها) ارائه شده است، جفرسون از «پرسش» در مورد مذهب برای حمله به ایده ادیان رسمی مورد حمایت دولت استفاده می‌کند. در این فصل، جفرسون یک سری از باورهای اشتباه رسمی دربارهٔ طبیعت را که توسط اقتدار بر مردم تحمیل شده است، بیان می‌کند. یکی از این موارد، اپیزود مبارزه‌های گالیله با اقتدار است که جفرسون به اشتباه آن را برحسب شکل کره زمین ترسیم می‌کند:
دولت وقتی سیستم‌هایی را در فیزیک اصلاح می‌کند نیز به همان اندازه خطاناپذیر است. گالیله به دلیل تأیید اینکه زمین یک کره است به تفتیش عقاید فرستاده شد: دولت آن را به اندازه یک سنگر صاف اعلام کرده بود و گالیله موظف بود از اشتباه خود چشم پوشی کند. هر چند این خطا در طولانی مدت غالب شد، زمین تبدیل به یک کره شد و دکارت اعلام کرد که توسط یک گرداب به دور محور خود می‌چرخد.

### سدهٔ ۱۹
سده نوزدهم دوره‌ای بود که در آن تصور تضاد دین و علم به ویژه قوی بود. اختلافات پیرامون انقلاب داروینی به تولد تز تضاد کمک کرد، دیدگاهی از تاریخ که بر اساس آن هرگونه تعامل بین دین و علم تقریباً به ناگزیر به خصومت آشکار منجر می‌شود.

#### بیوگرافی ایروینگ از کلمب
در سال ۱۸۲۸، بیوگرافی بسیار رمانتیک واشینگتن ایروینگ، تاریخ زندگی و سفرهای کریستف کلمب، منتشر شد و توسط بسیاری با یک اثر علمی اشتباه گرفته شد. در کتاب دوم، فصل چهارم این بیوگرافی، ایروینگ گزارشی کاملاً تخیلی از جلسات کمیسیونی ارائه کرد که توسط حاکمان اسپانیایی برای بررسی پیشنهادهای کلمب تشکیل شده بود. یکی از تزیینات خیالی‌تر او، داستان بسیار بعید بود که اعضای ناآگاه‌تر و متعصب‌تر کمیسیون اعتراضات کتاب مقدسی را به اظهارات کلمب مبنی بر کروی بودن زمین مطرح کرده بودند.
مسئله در دهه ۱۴۹۰ شکل زمین نبود، بلکه اندازه آن و موقعیت سواحل شرقی آسیا بود، همان‌طور که ایروینگ در واقع اشاره می‌کند. برآوردهای تاریخی از بطلمیوس به بعد سواحل آسیا را در حدود ۱۸۰ درجه شرقی جزایر قناری نشان می‌دهد. کلمب مسافت ۲۲۵ درجه قبلی (و رد کرد)، ۲۸ درجه (بر اساس سفرهای مارکوپولو) اضافه کرد و سپس ژاپن را ۳۰ درجه دیگر به سمت شرق قرار داد. با شروع از کیپ سنت وینسنت در پرتغال، کلمب باعث شد اوراسیا ۲۸۳ درجه به سمت شرق کشیده شود و اقیانوس اطلس تنها ۷۷ درجه عرض داشته باشد. از آنجایی که او قصد داشت از قناری (۹ درجه غربی تر) حرکت کند، سفر او به ژاپن فقط باید ۶۸ درجه طول جغرافیایی را پوشش دهد.
کلمب به اشتباه فرض کرد که مایل مورد اشاره در تخمین عربی ۵۶⅔ مایل برای اندازه یک درجه با مایل ایتالیایی در حدود ۱۴۸۰ متر مطابقت دارد، زمانی که حدود ۳۰٪ بیشتر بود؛ بنابراین تخمین او برای اندازه درجه و محیط زمین حدود ۲۵٪ بسیار کوچک بود.  اثر ترکیبی این اشتباهات این بود که کلمب فاصله تا ژاپن را تنها حدود ۵۰۰۰ کیلومتر (یا فقط به لبه شرقی کارائیب) تخمین زد در حالی که رقم واقعی حدود ۲۰۰۰۰ است. کیلومتر محققان اسپانیایی ممکن است فاصله دقیق تا سواحل شرقی آسیا را نمی‌دانستند، اما آنها باور داشتند بودند که این فاصله به‌طور قابل توجهی بیشتر از پیش‌بینی کلمب است. و این اساس انتقاد در اسپانیا و پرتغال، چه دانشگاهی و چه در بین دریانوردان، از سفر پیشنهادی بود.
نکتهٔ مورد مناقشه نه شکل زمین، و نه این ایده که رفتن به غرب در نهایت به ژاپن و چین منتهی می‌شود، بلکه توانایی کشتی‌های اروپایی برای عبور از دریاهای آزاد بود. کشتی‌های کوچک آن روز (سه کشتی کلمب میان ۲۰٫۵ تا ۲۳٫۵ متر متغیر بودند - یا ۶۷ تا ۷۷ فوت - طول و حدود ۹۰ نفر را حمل می‌کردند) به سادگی نمی‌توانستند غذا و آب کافی برای رسیدن به ژاپن حمل کنند. همان‌طور که بود، کشتی‌ها به سختی به جزایر کارائیب شرقی رسیدند. در حال حاضر خدمه شورش کرده بودند، نه به دلیل ترس از «دریانوردی از لبه»، بلکه به این دلیل که غذا و آب آنها تمام شده بود و هیچ شانسی برای هیچ گونه ذخایر جدیدی در فاصله قایقرانی نداشتند. آنها در آستانه گرسنگی بودند. اکسپدیشن کلمب با رسیدن به قاره آمریکا، که او چیزی در مورد آن نمی‌دانست، نجات یافت، دقیقاً در نقطه‌ای که فکر می‌کرد به ژاپن خواهد رسید. توانایی او در تأمین غذا و آب از جزایر کارائیب به او اجازه داد تا سالم به اروپا بازگردد. در غیر این صورت خدمه او می‌مردند و کشتی‌ها تأسیس می‌شدند.

#### هواداران علم
در سال ۱۸۳۴، چند سال پس از انتشار کتاب ایروینگ، ژان آنتوان لترون، یک آکادمیک فرانسوی با ایده‌های قوی ضد مذهبی، در کتاب خود دربارهٔ ایده‌های کیهانی پدران کلیسا، پدران کلیسا و جانشینان قرون وسطایی آنها را به‌عنوان باور به زمین تخت معرفی کرد. سپس در سال ۱۸۳۷، فیلسوف علم انگلیسی، ویلیام ویول، در تاریخ علوم استقرایی خود، لاکتانتیوس، نویسنده کتاب Institutones Divinae (حدود ۳۱۰) و Cosmas Indicopleustes، نویسندهٔ توپوگرافی مسیحی (حدود ۵۴۸) را به عنوان شواهد معرفی کرد. اعتقاد قرون وسطایی به زمین تخت لاکتانتیوس خیلی زودتر توسط کوپرنیک در درباره گردش اجرام آسمانی در سال ۱۵۴۳ به عنوان کسی که «در مورد شکل زمین کاملاً کودکانه صحبت می‌کند، هنگامی که کسانی را که اعلام می‌کردند که زمین به شکل یک کره است را مسخره می‌کند» مورد تمسخر قرار گرفته بود.
تاریخدانان دیگر به سرعت Whewell را دنبال کردند، اگرچه آنها توانستند نمونه‌های کمی دیگر را شناسایی کنند. شیمیدان آمریکایی جان ویلیام دریپر تاریخ تضاد بین دین و علم (۱۸۷۴) را نوشت و این ادعا را به کار گرفت که پدران اولیه کلیسا فکر می‌کردند زمین صاف است به عنوان شاهدی بر دشمنی کلیسا با پیشرفت علم. داستان اعتقادات مذهبی گسترده در زمین تخت توسط اندرو دیکسون وایت در سال ۱۸۷۶ جنگ علم  تکرار شد و بیست سال بعد در دو جلدی تاریخ جنگ علم با الهیات در جهان مسیحیت توضیح داده شد، که در آن اغراق‌آمیز بود. تعداد و اهمیت زمین‌های تخت سده‌های میانی برای حمایت از مدل وایت از جنگ بین الهیات جزمی و پیشرفت علمی. همان‌طور که استعاره دریپر و وایت از جنگ مداوم بین پیشرفت علمی عصر روشنگری و تاریک گرایی مذهبی «عصر تاریک» به‌طور گسترده پذیرفته شد، ایدهٔ باور قرون وسطایی به زمین تخت را گسترش داد.
حکاکی پرتیراژ مردی که سر خود را از میان فلک اطراف زمین برای مشاهده امپراتوری فرو می‌برد، که به سبک سده شانزدهم اجرا شده بود، در اتمسفر کامیل فلاماریون: Météorologie Populaire (پاریس، ۱۸۸۸، ص. ۱۶۳). این حکاکی بیانیه‌ای را در متن نشان می‌دهد که یک مبلغ قرون وسطایی ادعا می‌کند «او به افقی رسیده است که زمین و آسمان‌ها به هم می‌رسند». در شکل اصلی، حکاکی شامل یک حاشیه تزئینی است که آن را در سده نوزدهم قرار می‌دهد. در انتشارات بعدی، که برخی از آنها ادعا کردند که این حکاکی مربوط به سدهٔ شانزدهم است، حاشیه حذف شد.

### سدهٔ ۲۰ به بعد
از اوایل سدهٔ بیستم، تعدادی از کتاب‌ها و مقاله‌ها خطای زمین تخت را به‌عنوان یکی از تعدادی از تصورات غلط رایج در دیدگاه‌های رایج درسده‌های میانی ثبت کرده‌اند. هر دو E. م. کتاب W. Tilyard The Elizabethan World Picture and C. «تصویر دور انداخته‌شده» اثر اس. لوئیس به بررسی گسترده‌ای دربارهٔ نحوه نگرش به جهان در دوران رنسانس و سده‌های میانی اختصاص دارد و هر دو به‌طور گسترده بحث می‌کنند که چگونه طبقات تحصیل کرده می‌دانستند جهان گرد است. لوئیس توجه خود را به این واقعیت جلب می‌کند که در کمدی الهی دانته، در مورد یک سفر حماسی در جهنم، برزخ و بهشت، زمین کروی است و گرانش به سمت مرکز زمین است. همان‌طور که شیطان در یک قطعه یخی در مرکز زمین یخ زده است، دانته و ویرژیل از تنه شیطان بالا می‌روند، اما از کمر شیطان تا پاهای او بالا می‌روند، زیرا کمر او در مرکز زمین قرار دارد.
جفری برتون راسل در یک تک‌نگاری و دو مقاله، رواج باور به زمین تخت را رد کرد. لوئیز بیشاپ بیان می‌کند که تقریباً هر متفکر و نویسندهٔ دورهٔ ۱۰۰۰ ساله سده‌های میانی شکل کروی زمین را تأیید کرده است.
اگرچه این تصور نادرست حداقل از سال ۱۹۲۰ مکرراً در تحقیقات تاریخی رد شده است، با این وجود در فرهنگ عامه و حتی برخی از کتب درسی مدارس تا سدهٔ ۲۱ باقی مانده است. یک کتاب مدرسه آمریکایی نوشته اما میلر بولنیوس و منتشر شده در سال ۱۹۱۹ حاوی این مقدمه برای خواندن پیشنهادی برای روز کلمبوس (۱۲ اکتبر) است:
زمانی که کلمب زندگی می‌کرد، مردم فکر می‌کردند که زمین صاف است. آنها بر این باور بودند که اقیانوس اطلس پر از هیولاهایی است که به اندازه کافی بزرگ هستند تا کشتی‌های آنها را ببلعند، و با آبشارهای ترسناکی که کشتی‌های ضعیف آنها بر فراز آنها به سمت نابودی فرومی‌روند. کلمب مجبور شد با این باورهای احمقانه مبارزه کند تا بتواند مردان را با او به کشتی‌سوار کند. او مطمئن بود که زمین گرد است.
نسخه‌های قبلی The American Magant توماس بیلی بیان می‌کرد که «ملوانان خرافی [خدمه کلمب] … به‌طور فزاینده‌ای شورش کرد … چون از دریانوردی بر لبه دنیا بیم داشتند»؛ اما چنین گزارش تاریخی در دست نیست.
یک بررسی در سال ۲۰۰۹ از کتاب‌های درسی از اتریش و آلمان نشان داد که افسانه زمین تخت در نیمه دوم سده بیستم غالب شد و در بیشتر کتاب‌های درسی تاریخی که برای مدارس آلمان و اتریش نوشته شده‌اند، ادامه دارد.
در سال ۱۹۸۳، دانیل بورستین یک بررسی تاریخی به نام کاشفان منتشر کرد که حکاکی فلاماریون را بر روی جلد آن ارائه کرد و اعلام کرد که «از ۳۰۰ پس از میلاد تا حداقل ۱۳۰۰ … ایمان و عقاید مسیحی تصویر مفیدی از جهان را که چنین بود سرکوب کرد … با دقت توسط جغرافی دانان باستان ترسیم شده است.» Boorstin فصلی را به زمین تخت اختصاص داد، که در آن او Cosmas Indicopleustes را به عنوان بنیان‌گذار جغرافیای مسیحی به تصویر کشید. مدل زمین تخت اغلب به اشتباه توسط کسانی که می‌خواهند کلیسای کاتولیک را ضد پیشرفت یا دشمن تحقیق علمی به تصویر بکشند، به اشتباه فرض شده است. این روایت حتی در محافل دانشگاهی نیز تکرار شده است، مانند آوریل ۲۰۱۶، زمانی که توماس گروم، استاد الهیات کالج بوستون و کشیش سابق، به اشتباه اظهار داشت که «کلیسای کاتولیک هرگز نگفت که زمین گرد است، بلکه از گفتن آن که صاف است، دست برداشت.»
آهنگ محبوب سال ۱۹۳۷ «آنها همه خندیدند» شامل دوبیتی است «همه به کریستف کلمب خندیدند/وقتی او گفت دنیا گرد است». در کارتون برادران وارنر Merrie Melodies Hare We Go (1951) کریستف کلمب و فردیناند کاتولیک در مورد شکل زمین با هم نزاع می‌کنند. پادشاه می‌گوید زمین صاف است. در انیمیشن شمشیر در سنگ محصول ۱۹۶۳ والت دیزنی، مرلین جادوگر (که به آینده سفر کرده است) به آرتور جوان توضیح می‌دهد که «انسان در سده‌های آینده کشف خواهد کرد که زمین گرد است و می‌چرخد.»
در سال ۲۰۱۹، سی‌ان‌ان مقاله‌ای دربارهٔ جنبش مدرن زمین تخت منتشر کرد که حکاکی فلاماریون را با عنوان نادرست «یک حکاکی قرون وسطایی از یک دانشمند که جهان را ترک می‌کند، نشان‌دهنده تغییر تصورات از جهان در سده شانزدهم» منتشر کرد.

## دیدگاه کتاب مقدس
کتاب مقدس عبری دنیایی سه بخشی را به تصویر می‌کشد که آسمان‌ها (شمعیم) در بالا، زمین (ارس) در وسط، و عالم اموات (شئول) در زیر آن قرار دارند. عهد عتیق دیدگاهی را می‌آموزد که در زمان و مکان نگارش آن جاری بود: این که زمین یک قرص است که ستارگان روی فلکی بالای آن قرار دارد و فراتر از ستاره‌ها دریای کیهانی است. تا به امروز، برخی از کلیساها می‌آموزند که این سند حقیقت واقعی و تغییرناپذیر است. نیاز به تفسیر تحت‌اللفظی در آفرینش گرایی به شدت مورد بحث قرار می‌گیرد، که کیهان‌شناسی را در پیدایش ۱ تأیید می‌کند، که در آن ستارگان در فلکی بین زمین و آب‌های بالا قرار دارند. با این حال، اکثر آفرینش‌گرایان حقیقتاً هم این واقعیت را می‌پذیرند که زمین با ستارگان آن سوی ابرها گرد است و هم این باور را که پیدایش ۱ به معنای واقعی کلمه درست است.

## تاریخ‌نگاری افسانه زمین تخت

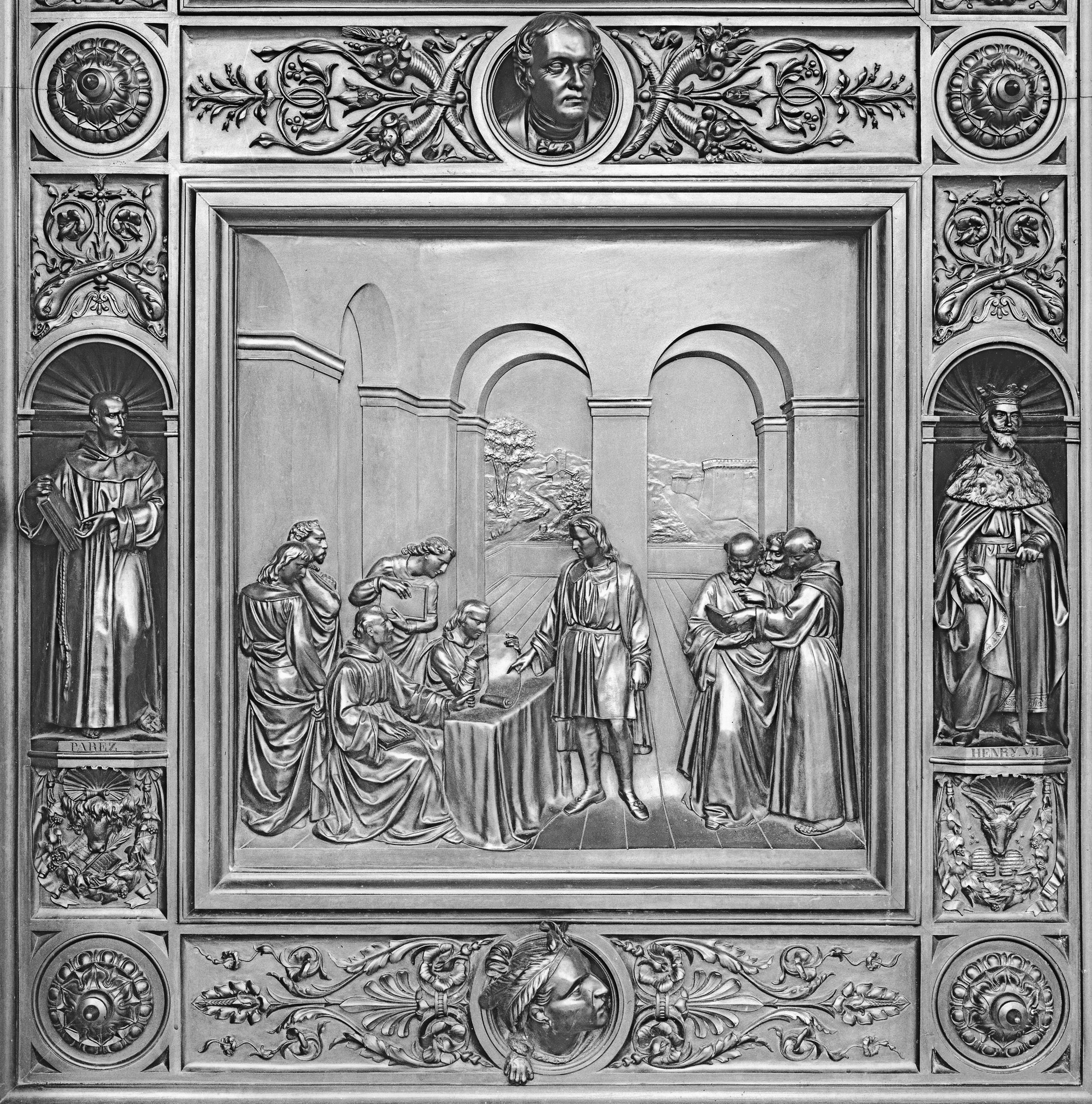
درب زینتی (۱۸۷۱) در ساختمان کنگره ایالات متحده که شورای سالامانکا را به تصویر می‌کشد

نویسندگان تاریخی تعدادی از شرایط تاریخی را شناسایی کرده‌اند که به پیدایش و پذیرش گسترده افسانه زمین تخت کمک کرده است. جفری برتون راسل، مورخ آمریکایی، ریشه‌های سدهٔ نوزدهمی آنچه را که خطای تخت می‌خواند، در گروهی از دانشمندان فرانسوی ضد روحانی، به‌ویژه آنتوان ژان لترون و به‌طور غیرمستقیم، به معلمانش ژان باپتیست گیل و ادمه منتل ردیابی کرد. منتله سده‌های میانی را دوازده سدهٔ جاهلانه «شب عمیق» توصیف کرده بود، موضوعی که با اسطوره زمین تخت در «دربارهٔ عقاید کیهان‌شناختی پدران کلیسا» نمونه‌ای از آن بود.
مورخ علم ادوارد گرانت موردی را مطرح می‌کند که اسطوره زمین تخت در چارچوب حمله کلی‌تر به قرون وسطی و تفکر مکتبی شکل گرفت که می‌توان آن را به فرانچسکو پترارک در سده چهاردهم ردیابی کرد. گرانت «یکی از افراطی‌ترین حملات علیه سده‌های میانی» را در تاریخ توسعه فکری اروپا از دریپر می‌بیند، که یک دهه پیش از ارائه اسطوره زمین تخت در تاریخ تضاد بین دین و علم ظاهر شد.
انگیزه‌های اندرو دیکسون وایت پیچیده‌تر بود. به عنوان اولین رئیس دانشگاه کرنل، او از آن حمایت کرده بود که این دانشگاه بدون هیچ گونه پیوند مذهبی تأسیس شود و در عوض به عنوان «پناهگاهی برای علم» عمل کند. علاوه بر این، او از مدافعان قوی داروینیسم بود، شخصیت‌های مذهبی را مخالفان اصلی تکامل داروینی می‌دانست، و تلاش می‌کرد این تضاد بین الهیات و علم را در تمام دوران مسیحیت مطرح کند. با این حال، همان‌طور که برخی از مورخان اشاره کرده‌اند، درگیری سده نوزدهم بر سر داروینیسم، مناقشاتی را در مورد اختیارات نسبی دانشمندان حرفه‌ای و روحانیون در زمینه‌های علم و آموزش دربر گرفت. وایت این نگرانی را در مقدمه تاریخ جنگ علم و الهیات در جهان مسیحیت آشکار کرد، جایی که او فقدان آموزش‌های پیشرفته در بسیاری از کالج‌ها و دانشگاه‌های آمریکا را به عنوان پیامد «خصلت فرقه ای» آنها توضیح داد.
اسطوره زمین تخت، مانند اسطوره‌های دیگر، در بسیاری از آثار هنری که کلمب را در دفاع از کروی بودن زمین قبل از شورای سالامانکا به نمایش می‌گذارد، شکل هنری به خود گرفت. هنرمندان آمریکایی یک کلمب نیرومند را به تصویر کشیدند که «تعصب‌ها، جهل و دانایی آمیخته، و تعصب فضولانه» کلیساها را به چالش می‌کشید. آبرامز این تصویر را از یک قهرمان رمانتیک، یک مرد حرفه‌ای و یک یانکی می‌بیند که برای آمریکایی‌های سده نوزدهم جذاب است.
راسل پیشنهاد می‌کند که خطای زمین تخت به دلیل تعصب و حضور گرایی توانسته است چنان عمیق در تخیل مدرن نفوذ کند. او به‌طور خاص به «تعصب پروتستان‌ها علیه سده‌های میانی برای کاتولیک بودن اشاره می‌کند … تعصب عقل گرایانه علیه یهودیت-مسیحیت به عنوان یک کل»، و «فرض برتری دیدگاه‌های «ما» نسبت به دیدگاه‌های فرهنگ‌های قدیمی تر».